# IC 4425
IC 4425 — спиральная галактика типа Sb R в созвездии Волопас.
Этот объект входит в число перечисленных в оригинальной редакции «Нового общего каталога».